# Comicwiki
ComicWiki är ett danskt, fritt tillgängligt wiki-uppslagsverk om tecknade serier. ComicWiki har en liknande struktur som Wikipedia. 

## Historik och statistik
ComicWiki startade sin verksamhet 1 februari 2006. Man hade 12 mars 2012 13 925 artiklar om tecknade serier. Totalt fanns då 50 977 sidor på ComicWiki, inklusive diskussionssidor och omdirigeringar, och mängden upplagda mediadokument (bilder etc) var då 25 400.

## Inriktning
En del av artiklarna på ComicWiki är utarbetade enligt den typ av ämnen som också finns på Wikipedia (till exempel Kalle Anka, Asterix, Lucky Luke, Tintin och Blueberry). Andra artiklar är däremot mer specialiserade, vilket innebär många artiklar utan direkta motsvarigheter på Wikipedia (till exempel artiklar om Familjen Ankas stamträd, Lucky Luke 1946-50, Tintin i Sovjet och Den unge Blueberry).
På svenska finns ett liknande ämnesspecialiserat uppslagsverk i Seriewikin.